# Charles Chéneveau
 (mars 2025).
Il peut être nécessaire de l'améliorer pour respecter le principe de neutralité de point de vue. Veuillez consulter la page de discussion pour plus de détails.

Charles Chéneveau, né le 16 août 1872 à Paris où il est mort le 15 mars 1936, est un physicien français. Docteur ès sciences, ingénieur diplômé de l'École municipale de physique et de chimie industrielles (aujourd'hui ESPCI Paris) en 1892 (8e promotion), professeur à l’École d’électricité industrielle de Paris et à l’ESPCI de 1927 à 1934, il est connu pour ses travaux en optique, électricité, magnétisme et radioactivité. Il mit au point une  balance magnétique utilisée dans les recherches sur le magnétisme de différents produits ou minéraux, en collaboration avec Pierre Curie. Cette balance magnétique est exposée au musée Curie.

## Enfance et famille
Charles Chéneveau fait ses études secondaires au collège Chaptal, créé par Prosper Goubaux, réputé pour son éducation laïque et ses principes moraux.
Veuf d’Alice Esbelin (1875 - Paris, 1929), fille d’un officier de santé, Charles Chéneveau épousa en secondes noces Thérèse Tschopp (Corcieux, 1885 - Paris, 1971), fille d’un notaire alsacien qui « choisit la France » à la suite de l’annexion de l’Alsace-Lorraine par l’Empire allemand en 1871.

## Études et carrière académique
Selon Soraya Boudia, ancienne directrice du musée Curie (1999-2003) à Paris, Charles Chéneveau s’est trouvé, très jeune, « au cœur d’un réseau de compétences exceptionnelles ». Il prépare son baccalauréat en sciences à l’école Jean-Baptiste-Say dans le 16e arrondissement de Paris ; Jules Frécaut, son professeur de chimie, lui donne le goût des mathématiques. Âgé de 26 ans, il est professeur bénévole à l’Association philotechnique de Paris. Bachelier, il est admis en 1889 à l’École municipale de physique et de chimie industrielles de la ville de Paris (future ESPCI). Il est diplômé ingénieur physicien en 1892. Licencié ès sciences physiques en 1893, il soutient sa thèse de doctorat ès sciences physiques, Recherches sur les propriétés optiques des solutions et des corps dissous, dédiée à Pierre Curie, à la faculté des sciences de Paris (alors hébergée à la Sorbonne) en 1902, la même année que Paul Langevin.
Bilingue anglais-français, il est collaborateur-traducteur du Board of Trade à Londres en 1910 et 1911. Il travaille aussi pour la maison Adam Hilger & Co, réputée pour sa fabrication de spectrographes à quartz, également à Londres en 1911. Durant ces années, il collabore aux Tables annuelles internationales de constantes physiques, chimiques et technologiques (absorption, réfraction et dispersion).
Il est attaché au Conservatoire national des arts et métiers en 1893. Dès 1895, il est attaché au cours de physique du PCN (certificat préparatoire aux études de médecine) de la faculté des sciences de Paris, où il fait toute sa carrière. Charles Chéneveau y est successivement préparateur du cours dans le laboratoire de Lucien Poincaré en 1896, préparateur de ceux de Pierre Curie en 1900 et de Georges Sagnac en 1904, chef de travaux pratiques de physique générale de 1907 à 1913, et chargé du cours de 1918 à 1922. En 1923, il est nommé  Maître de Conférences-Adjoint à la Faculté des Sciences de Paris. Il est professeur à l’École d’électricité industrielle de Paris (créée en 1901, aujourd'hui ESIGELEC) de 1901 à 1927. En 1927, il devient membre de son conseil d’administration. De 1927 à 1934, il est professeur d’optique et d’acoustique à l’École de physique et de chimie de Paris (l’ESPCI), succèdant à Charles Féry.
La retraite n’atténua pas son goût des recherches scientifiques et il continuait des travaux importants, notamment avec son élève et ami le géologue et préhistorien Georges Courty.
Il meurt le 15 mars 1936.
Paul Bunet écrit dans sa nécrologie, : 

Ses travaux ont été exposés lors de l’exposition des travaux des anciens élèves de l’ESPCI organisée du 24 au 30 avril 1933.
Examinateur d’admission à l’École supérieure d’électricité, maître de conférences à la faculté des sciences de Paris, dès 1927 professeur à l’ESPCI et administrateur de l’École d’électricité industrielle, Charles Chéneveau fit partie pendant plusieurs années du comité de l’Association des anciens élèves de l’ESPCI, dont il devint président en 1902. Il fut également membre du Comité de plusieurs sociétés savantes, dont la Société préhistorique de France,.
Ses travaux, d’abord publiés dans les Comptes rendus de l’Académie des sciences, comptent une quarantaine de communications entre 1901 et 1932, quatorze articles entre 1903 et 1923 dans le Journal de physique, ainsi qu'une centaine de communications et d’articles dans des bulletins de sociétés savantes (Bulletins de la Société française des électriciens, de la Société d'encouragement pour l'industrie nationale, de la Société de biologie, de la Société de chimie physique, de l’union des physiciens, de l’Association française pour l’avancement des sciences) et de nombreux périodiques (Annales de chimie et de physique, Revue électrique, Le Radium, Revue scientifique, Revue générale de l’électricité, Génie civil, Revue générale du caoutchouc, Chimie et industrie, Science moderne, etc.). 
Charles Chéneveau publia quelques livres et prit aussi quelques brevets (voir publications).

## Œuvre scientifique

### Mécanique et caoutchouc
- Appareil pour la mesure des épaisseurs (1912).
- Élasticimètre enregistreur[24] (avec M. Frédéric Heim de Balsac[25]) permettant d’obtenir le tracé de la courbe d’une éprouvette à sa charge (1913).
- Étude sur les propriétés mécaniques du caoutchouc portant sur la loi de l’extensibilité à charge constante, sur la loi de variation de la charge pour un allongement constant, sur la loi de compressibilité, etc. (1911).
- Balance densimétrique à lecture directe permettant une mesure rapide de la densité des liquides et solides (1916).
- Micropalmer pour la mesure de faibles épaisseurs (avec L. Callame).
- Dynamomètre hydraulique (avec Louis-François Deffez[26]) utilisé principalement pour l’étude des caoutchoucs (1925).
- Sur l’absorption de l’anhydride carbonique par le caoutchouc (1931).

### Fluides
- Vibrations des nappes liquides de formes déterminés (avec Georges Cartaud[27], 1902), Sur la viscosité des solutions (1912), Mesure de la viscosité des huiles (1918).
- Viscosimètre universel (1921).
- Obtention et propriétés des milieux troubles (1925).

### Chaleur
- Détermination de la constante de la loi de Stefan Boltzman[28] (1909).
- Température de fusion du platine (1909).
- Sur le pouvoir émissif du platine (1909).

Ces travaux furent faits en collaboration avec Charles Féry.

### Électricité
Dans ses recherches sur l’arc électrique portant sur l’ionisation dans l’arc à courant continu, Chéneveau a montré, sans doute le premier, l’existence de charges électriques dans les vapeurs produites, de signe opposé à celui des pôles, et la présence d’ions, sur la force contre-électromotrice après rupture du courant qui n’a pu être mise en évidence, sur les tourbillons, dans l’arc, sur les oscillations dans l’arc (1909). 
Dans sa Théorie de l’accumulateur au plomb, Chéneveau essaie de trancher entre la théorie classique de la double sulfatation et celle du sulfate plombeux de Charles Féry (1926).

### Magnétisme
Dès 1903, Chéneveau mit au point, en collaboration avec Pierre Curie, un appareil pour la détermination des constantes magnétiques ou balance magnétique, qui s’est avérée très utile dans les recherches sur le magnétisme de différents produits ou minéraux,. Il la présenta à la Physical Society of London le 22 avril 1910. 
- Propriété magnétiques du chlorure de radium (avec Pierre Curie, 1903).
- Mise en évidence de l’action du champ magnétique sur les organismes vivants (1903).
- Dispositif simple pour la mesure d’un champ magnétique (1910).
- Propriétés magnétiques des alliages pour résistances (avec A. C. Jolley).
- Propriétés magnétiques du cuivre et de quelques sels de cuivre : le cuivre est diamagnétique : on peut déceler dans le cuivre une trace de fer de l’ordre d’un milligramme par tonne (1910).
- Propriétés magnétiques du manganèse et de quelques aciers au manganèse (avec Sir Robert Hardfield[31] et Charles Geneau[32], 1917).
- Sur la susceptibilité magnétique de l’aluminium (1928) : l’aluminium exempt de fer est paramagnétique.
- Sur la mesure directe des susceptibilités magnétiques des liquides par la balance Curie-Chéneveau (avec Georges Courty[33], 1931 et 1932).

### Optique
- Recherches sur les propriétés optiques des solutions et corps dissous (1904 à 1913), portant principalement sur la constante optique et la non-influence de l’ionisation et de l’hydratation, la non-influence du solvant, l’influence de la température, sur le pouvoir réfringent moléculaire et la loi d’additivité, sur l’analogie d’un corps dissous et d’un gaz, sur la comparaison de diverses lois donnant la réfraction, sur la dispersion des corps dissous et la relation avec la valence.
- Recherches sur les propriétés optiques des solutions étendues (1910).
- Loi du rayonnement des lampes à incandescence.
- Recherches en collaboration avec Charles Féry d’intérêt pratique (1909), sur les propriétés optiques de l’eau (1909), sur une relation entre les propriétés réfractives et la constitution chimique des corps gras (1916-1917).
- Collaboration aux Tables de constantes de la Société de physique.
- Sur quelques propriétés optiques des milieux troubles (avec René Audubert, 1919).
- Sur la variation du pouvoir réfringent des sels dissous en solutions très étendues (1921).
- Sur quelques propriétés des milieux troubles solides résineux (1925).
- Mise au point et perfectionnements de divers appareils d’optique, dont un spectroréfractomètre avec Charles Féry.

Il fut expert principal pour la réfraction de corps purs, solides, non métalliques, optiquement isotropes et liquides pour les Tables internationales critiques américaines.

### Radioactivité
Appareils pour la mesure de la radioactivité (avec Albert Laborde) (1909-1911) portant sur les liquides, les gaz et les corps solides, le dosage des sels de radium purs et, en 1923, un électroscope à capacité variable.

### Principaux appareils réalisés
Ils furent construits par la Société commerciale de produits chimiques.
- 1903 : balance magnétique Curie-Chéneveau à amortissement liquide
- 1905 : balance magnétique Curie-Chéneveau à amortissement magnétique
- 1908 : électroscope Chéneveau-Laborde
- 1908 : appareil Chéneveau-Laborde pour la radioactivité des gaz, eaux, etc.
- 1910 : appareil pour la mesure d’un champ magnétique
- 1911 : balance Curie, modèle Chéneveau-Collot

### Brevets
- 1914 (26 mai) – Brevet français N°472-698 : appareil pour l’essai des matériaux.
- 1920 (20 février) – Brevet français N°510392 : viscosimètre universel et Brevet français N°123510 : néphélémètre.
- 1925 – Brevet français N°591695 : dynamomètre hydraulique enregistreur avec Louis-François Deffez.
- 1926 – Certificat d’addition N°20719 pour l’enregistrement par étincelles.
- 1926 – Brevet belge N°262881 complet.

### Principaux laboratoires installés
- Laboratoire d’enseignement de la Physique (cours du PCN), Faculté des Sciences de Paris.
- Laboratoire de recherches du Radium, Faculté des Sciences de Paris.
- Laboratoire d’enseignement des mesures électriques, École pratique d’électricité industrielle, Paris.

## Distinctions et récompenses
- 1899 : Médaille de bronze, Syndicat des Industries électriques.
- 1901 : Officier d’Académie.
- 1907 : Officier de l’Instruction publique.
- 1908 : Médaille d’argent, Exposition de Londres.
- 1913 : Médaille d’or, Société d’encouragement pour l’industrie nationale.
- 1914 : Membre du Conseil de la Société française de Physique.
- 1921 : Médaille d’honneur de vermeil, Société nationale d’Encouragement au Progrès.
- 1922 : Lauréat de l’Institut de France, Prix Hébert[35] (Section de Physique) décerné par l’Académie des Sciences, Paris.
- 1923 : Médaille d’argent, Exposition Internationale de Strasbourg.
- 1927 : Médaille de bronze, Ministère du Travail et de la Prévoyance Sociale.
- 1931 : Chevalier de la Légion d'honneur.

## Publications
(juin 2022).

### Livres
- Recherches sur les propriétés optiques des solutions et des corps dissous. Paris, Gauthier-Villars, 1907, rééd. sous le titre Les propriétés optiques des solutions et des corps dissous, 1913.
- Indices de réfraction : principaux verres d’optique ; Indices de réfraction : Liquides et solutions, dans Henri Abraham et Paul Sacerdote (dir.), Recueil de Constantes physiques, Paris, Société de Physique, Gauthier-Villars, 1913, p. 450-453 et p. 464-486.
- Avec Frédéric Heim de Balsac[36], Études sur les caoutchoucs, guttas et leurs plantes productrices. Agence Économique de la France d’Outre-Mer, Comité d’encouragement aux recherches scientifiques coloniales. Paris, Secrétariat du Comité, collection « Travaux poursuivis au Laboratoire général des productions coloniales », fasc. 1 et 2, 1920 ; fasc. 3, 1922.
- Avec Charles Féry et Gaston Paillard, Piles primaires et accumulateurs. Paris, Baillière, 1925 in-8, 684 p., 292 figures en noir.

Description du livre : compilation historique, théorique, technique et industrielle sur les piles à usage unique et sur les dispositifs capables de stocker de l’énergie électrique. Après une première partie générale et théorique, les auteurs présentent toutes les piles de type primaire connus à leur époque (les piles à dépolarisant gazeux, à dépolarisant liquide, à dépolarisant solide, les piles-étalons, les piles hermétiques et sèches, les piles de gravitation, de concentration, les piles photo-électriques et thermo-électriques, enfin les piles à charbon et les piles spéciales pour la TSF), puis les (accumulateurs au plomb et accumulateurs alcalins nickel-fer). Dans une dernière partie, les auteurs renseignent leur lecteur sur le mode de fonctionnement des piles et accumulateurs. En début de volume, huit pages de publicité pour des piles ou accumulateurs des fabricants Dinin, SLEM, Fulmen, Warnon, Heinz, Gadot, Neu, SAFT et Gaiffe-Gallot et Pilon.

### Tables
- Tables des indices de réfraction des corps purs, solides et liquides particulièrement remarquables, Tables critiques américaines, vol. VII, 1930[37].

### Articles
Comptes rendus hebdomadaires des séances de l'Académie des sciences, Paris
- Sur les vibrations des nappes liquides de formes déterminées (avec C. Cartaud), 1901/07 (t.133)-1901/12, p. 273.
- Action du champ magnétique sur les organismes vivants » avec G. Bohn), 1903, t. 136, p. 1578.
- Sur l’indice de réfraction des solutions, 1904, t.138, p. 1483.
- Sur les pouvoirs réfringents des corps dissous. Lois approchées, 1904, t. 38 : 1578 et t. 139, p. 361.
- Sur l’indice de réfraction des corps dissous dans d’autres dissolvants que l’eau, 1906, t. 142, p. 1520.
- Sur la valence de la molécule saline dissoute, déduite des propriétés dispersives de la solution et de la théorie des électrons, 1907, t. 145, p. 176.
- Influence de la température sur les propriétés optiques des corps dissous, 1907, t. 145, p. 1332.
- Sur la température de fusion du platine (avec C. Féry), 1909, t. 148, p. 401.
- Sur le rayonnement total et monochromatique des lampes à incandescence (avec C.Féry), 1909 (t.149), p. 777.
- Sur les pouvoirs réfringents spécifiques ou les constantes optiques des corps dissous, dans des dissolutions très étendues, 1910, t. 150, p. 866.
- Sur la précision dans la mesure des susceptibilités magnétiques, t. 150 : 1046.
- Sur l’extensibilité du caoutchouc vulcanisé (avec M. Heim), 1911/01 (t.152)-1911/06 : 320.
- Sur la viscosité des solutions, 1912 : 164.
- Sur les propriétés optiques de l'eau et sa constitution physique, 1913, p. 156.
- Sur une balance densimétrique à lecture directe permettant une mesure rapide de la densité des liquides et solides, t. 162, 1916, p. 912[39].
- Sur une relation entre les propriétés réfractives et la constitution chimique des corps gras, 1917, p. 1060.
- Sur l’absorption par les milieux troubles. Influence du diamètre et du nombre des particules (avec M. René Audubert), 1919, p. 553.
- Dispersion par diffusion intérieure (avec René Audubert), 1919, p. 684.
- Application au dosage des suspensions (avec René Audubert), 1919, p. 766.
- Sur les pouvoirs réfringents des corps dissous. Lois approchées, 1919, p. 1578.
- Sur l’absorption par des milieux troubles. Application au dosage des suspensions (avec René Audubert), 1919, p. 766-768.
- Sur la vitesse de la lumière dans les milieux troubles (avec M. René Audubert), p. 93?.
- Sur la variation de la réfraction spécifique des sels dissous en solutions étendues, t. 2, 1921, p. 1408.
- Sur une méthode optique pour la détermination de la solubilité réciproque de liquides peu miscibles, 1921, p. 813-815.
- Sur une application de la méthode optique de détermination de la solubilité d'un liquide dans un autre, 1921, p. 1019.
- Prix Hébert[35] décerné à Charles Chéneveau, 1922, p. 1290.
- Sur un néphélémètre (avec M. René Audubert), 1922/01 (t.174) – 1922/06, p. 728.
- Sur un micro-palmer pour la mesure de faibles épaisseurs (avec M. J. Callame), 1923, p. 872.
- Sur le dosage du calcium par la méthode opacimétrique (avec M. Roger-G. Boussu), 1923, p. 1296.
- Sur la formation de milieux optiquement troubles par pénétration d’un liquide transparent dans une résine transparente, 1925, p. 136.
- Sur la formation de l’ambre mat naturel, 1925, p. 446.
- Sur quelques propriétés optiques des milieux troubles résineux solides, 1925, p. 1105.
- Réaction secondaire dans la décharge des accumulateurs au plomb (avec Charles Féry), 1925, p. 606.
- Sur la susceptibilité magnétique de l’aluminium, 1928, p. 1102.
- Sur la mesure directe des susceptibilités magnétiques par la balance magnétique Curie-Chéneveau (avec Ch. Courty), 1931, p. 75, 1932, p. 2197.

### Revues scientifiques
- Sur l’existence de charges dans les vapeurs de l’arc électrique, Éclairage électrique, t. XX, N° 37, 1899, p. 402.
- Méthode et appareils de mesure de la radioactivité, Le Radium, N° 6, 1904, p. 180.
- Les Tubes à vide de M. Peter Cooper-Hewitt, Revue des Idées, N° 18 ; 15 juin 1905.
- Sur les gaz produits par l’actinium, de M. André Debierne, Revue des Idées, 15 octobre 1905.
- Sur la réfraction et la dispersion des corps dissous, Le Radium, juillet 1907.
- Recherches sur les propriétés optiques des dissolutions et des corps dissous, Annales de Chimie et de Physique, t. XII, 8e série, octobre 1907, p. 217.
- Recherches sur les propriétés optiques des solutions et des corps dissous, Bulletin des séances de la Société de Biologie, séance du 3 juillet 1908, p. 178-211.
- Expériences sur l’arc électrique, Revue électrique, t.XII, 1909, p. 63.
- Détermination de la radioactivité des eaux minérales, Revue scientifique, N°15, avril 1909, p. 449.
- Recherches sur les propriétés optiques des corps dissous dans des dissolutions très étendues, Annales de Chimie et de Physique, t. XXI, 8e série, septembre 1910, p. 36.
- Sur un dispositif simple pour la mesure d’un champ magnétique, Journal de Physique, t. IX, 4e série, 1910, p. 692.
- Sur les propriétés magnétiques du cuivre et de quelques sels de cuivre à l’état solide ou à l’état dissous, Journal de physique, Paris, 1910, p. 169.
- The Magnetic Balance of Curie and Cheneveau, Physical Society of London, Philosophical Magazine, vol.20, N°118, 22 avril 1910 : 357 et The Electrician, vol. LXV, N° 25, p. 1013.
- Sur un goniomètre réfractomètre auto-collimateur. Paris, Journal de Physique Théorique et Appliquée, 9, 1910, p. 823-829.
- Sur les propriétés magnétiques du cuivre et de quelques sels de cuivre à l’état solide ou à l’état dissous, Bureau du Journal de physique, Paris, 1910.
- Sur un dispositif simple pour la mesure d’un champ magnétique, Société française de physique, 15 avril 1910.
- Élasticimètre-enregistreur. Application à l’étude de l’extensibilité du caoutchouc, Société française de physique, 15 mars 1912.
- Sur les propriétés optiques de l’eau et sa constitution, Société de Chimie-Physique, Journal de chimie physique et de physico-chimie, 22 octobre 1913, p. 839-858.
- Contribution à l’étude de la relation entre les propriétés réfractives des corps gras et leur constitution chimique, Journal de Physique, 1917, p. 53-67.
- Portraits de savants français : Pierre Curie, La Science Moderne, mars 1924.
- Expérience de diffusion de la lumière par les milieux troubles, Bulletin de l’Union des Physiciens, avril-mai 1924, p. 213.
- Les piles modernes, La Science Moderne, mars 1925.
- L’ambre mat, La Science Moderne, juin 1925.
- Relations entre l’indice de réfraction des huiles et l’indice d’iode, Peintures, Pigments, Vernis, 2e année, N°11, novembre 1925 et N° 12, décembre 1925.
- Sur un dynamomètre hydraulique enregistreur, Le Ciment, 1926, 31e année, N° 5, p. 178.
- La susceptibilité magnétique de l’aluminium, Revue Générale d’Électricité, t. XXIV, N°1, 7 juillet 1928, p. 7.
- Dynamomètre hydraulique enregistreur, système C. Chéneveau et L. Deffez, Revue Générale du Caoutchouc, 5e année, N° 38, janvier 1928, p. 9.

### Publications en collaboration
- Charles Chéneveau et Pierre Curie
  - Sur un appareil pour la détermination des constantes magnétiques, Journal de Physique théorique et appliquée, 1903, 4e série, t. II, p. 796-802 et Bulletin des séances de la Société française de physique, 3 avril 1903.
- Charles Chéneveau et René Audubert
  - Sur un néphélémètre, Journal de Physique, 1921, t. II, n° 1, p. 12.
  - Zur Konzentrationsbestimmung von Suspensionen, in Eitschrift für analytische Chemie, 1921, vol. 60, no 5-6, p. 187, Springer.
  - Expériences de diffusion de la lumière par les milieux troubles, Journal de Physique, 1923, t. IV, série VI, n° 12bis.
- Charles Chéneveau et Georges Bohn[40]
  - Action du champ magnétique sur les organismes vivants, Bulletin de la Société de Biologie, t. LV, N° 22, 1903, p. 800.
  - Étude de l’action du champ magnétique sur les infusoires, Comptes rendus de la Société de Biologie, t. LV, 1903, p. 800.
- Charles Chéneveau et Charles Féry
  - Spectro-réfractomètre, Journal de Physique, t. V, 4e série, 1906, p. 649.
  - Théorie complète du fonctionnement de l’accumulateur au plomb, Bulletin de la Société française des Électriciens, 1926, t. VI, 4e série, N° 53, p. 13.
  - Réaction secondaire dans l’accumulateur au plomb, Bull. de la Société Chimique de France, 1926, t.39, 4e série, p. 603.
  - Théorie et perfectionnement de l’accumulateur au plomb, Bull. de la Société d’Encouragement à l’Industrie nationale, 1926.
  - Théorie complète de l’accumulateur au plomb, Revue Générale d’Électricité, t. XIX, 20 février 1926, p. 296.
- Charles Chéneveau, Robert Hadfielf et Charles Geneau
  - A contribution to the study of Magnetic Properties of Manganese and of some Special Manganese Steels, Proceedings of the Royal Society of London, vol.XIV, p. 67.
- Charles Chéneveau et Frédéric Heim de Balsac, 
  - Détermination de la valeur des caoutchoucs par les constantes d’extensibilité, Bull. de la Société française de colonisation et d’agriculture tropicale, N° 2, 1911, p. 41.
- Charles Chéneveau et A.C. Jolley
  - The Magnetic Balance of P. Curie and C. Cheneveau, Proceedings of the Physical Society of London, vol. 22 (1909). no 1, p. 343-359.
- Charles Chéneveau et Albert Laborde, 
  - Appareils pour la mesure de la radioactivité d’après la méthode électroscopique, Bull. de la Société de Physique, 3e fasc., 1908, p. 262 ; Journal de Physique, t. 8, 4e série, 1909, p. 161 et Bleiblütter, t. XXXIII, 14, 1909, p. 789.
  - Appareil de dosage des sels de radium pur à l’aide du rayonnement gamma, Société de Chimie-Physique, 25 avril 1911.
- Charles Chéneveau et C. Vaurabourg
  - Réfracto-dispersomètre, Bull. de la Société Chimique de France, 1928, 4e série, t. 43, p. 374.

### Expositions
- 1921 et 1923 : Expositions de la Société française de physique : électroscope à capacité variable (avec Albert Laborde) et dynamomètre enregistreur (avec Louis Deffez).
- 1923 : Exposition du Cinquantenaire de la Société française de physique : appareils divers.
- 1926 : Exposition de Lyon : appareils divers. Salon de l’aéronautique : dynamomètre hydraulique enregistreur.
- 1927 : Exposition internationale du Caoutchouc (Office national des recherches et Inventions) : dynamomètre hydraulique enregistreur, Paris[42].
- Salons des Sciences et des Arts : électroscopes et accessoires pour la mesure de la radioactivité, balance magnétique, micro-palmer, viscosimètre universel, balance densimétrique à lecture directe, dynamomètre pendulaire enregistreur, appareil pour la mesure d’un champ magnétique, néphélémètre, réfractomètre auto-collimateur, réfracto-dispersomètre.